# Суперкубок Англії з футболу 1926
Суперкубок Англії з футболу 1926 — 13-й розіграш турніру, який відбувся 6 жовтня 1926 року. У матчі взяли участь гравці, які виступали за професійні футбольні клуби, та гравці, які виступали за аматорські футбольні клуби.

## Матч

### Деталі
| 6 жовтня 1926 |

| Професіонали     | 3–6      | Аматори                          |
| ---------------- | -------- | -------------------------------- |
| Роулінгз Танстол | Протокол | Кейл Мінтер Мейсі Кіпінг .' (аг) |

| Мейн-Роуд, Манчестер Глядачів: 4 000 |

| В  |  | Томмі Гейл      | Барнслі              |
| З  |  | Джордж Кліффорд | Портсмут             |
| З  |  | Майкл Кіпінг    | Саутгемптон          |
| ПЗ |  | Томмі Мейгі     | Вест-Бромвіч Альбіон |
| ПЗ |  | Джиммі Вог      | Шеффілд Юнайтед      |
| ПЗ |  | Джордж Гакес    | Саутгемптон          |
| Н  |  | Воллі Гарріс    | Бірмінгем Сіті       |
| Н  |  | Девід Джек      | Болтон Вондерерз     |
| Н  |  | Білл Роулінгз   | Саутгемптон          |
| Н  |  | Джо Сміт        | Болтон Вондерерз     |
| Н  |  | Фред Танстол    | Шеффілд Юнайтед      |

| В  |  | А.М.Расселл         | Кембридж Юніверсіті |
| З  |  | Сержант Френк Твайн | Британська армія    |
| З  |  | Е.Г.Гейтс           | Лондон Каледоніанс  |
| ПЗ |  | Капрал Картлідж     | Британська армія    |
| ПЗ |  | Вілліам Браянт      | Міллволл            |
| ПЗ |  | Ф.Х.Евер            | Корінтіан           |
| Н  |  | Кліффорд Тарр       | Мозлі               |
| Н  |  | Едгар Кейл          | Далвіч Гамлет       |
| Н  |  | Вілфред Мінтер      | Сент-Олбанс Сіті    |
| Н  |  | Френк Мейсі         | Кінгстоніан         |
| Н  |  | Валтер Белламі      | Далвіч Гамлет       |